# Francisco Urroz
Francisco Urroz Martínez (1920. december 14. – 1992. január 22.) chilei labdarúgóhátvéd.